# Керкера Петро
Петро Керкера (1883, ? — 25 серпня 1964, Київ) — довголітній член «Ліги американських українців», її секретар.

## Біографія

Могила Петра Керкери

Народився у 1883 році. Близько 1912 року емігрував у США. Працював учителем української дитячої школи в Нью-Йорку, співав у хорі імені М. Леонтовича, грав у драмгуртку імені Тобілевича. На 17 з'їзді Ліги американських українців обраний її секретарем.
На початку серпня 1964 року поїхав до України побачити рідню. Тут і помер 25 серпня через серцеву хворобу. Похований у Києві на Байковому кладовищі. На стелі напис: «Секретареві ліги американських українців Петру Керкері 1883—1964 від українського товариства дружби і культурного зв'язку з зарубіжними країнами та ліги американських українців».